# اس سی اچ-۵۰۹۱۱
اس سی اچ-۵۰۹۱۱ (به انگلیسی: SCH-50911) با فرمول شیمیایی C8H15NO3 یک ترکیب شیمیایی با شناسه پاب‌کم 5311429 است. که جرم مولی آن ۱۷۳٫۲۱ گرم بر مول می‌باشد. 